# You Make the Rain Fall
„You Make the Rain Fall“ je píseň americké rappera Kevina Rudolfa. Píseň pochází z jeho druhého studiového alba To the Sky. Produkce se ujal sám a text napsal společně s Flo Ridou.

## Hitparáda
| Země   | Umístění |
| ------ | -------- |
| Kanada | 59       |